# モナイ
モナイ (monay) もしくはパンデモナイ (pan de monay) 、パンデモンハ (pan de monja) とはフィリピンのロールパン。主な材料は中力粉、牛乳、塩で食感は重め。中央がすぼまっており、二つの丸いパンがつながったような特徴的な形状を持つ。手軽な食品として各地のパン屋で広く売られており、チーズを添えたり暖かい飲料に漬けるなどしてメリエンダ（間食）にする。
フィリピンでもっとも基本的なパンの一つであり、バリエーションが多いため「フィリピンのすべてのパンの母」とされることもある。

## 語源
「パンデモンハ」はスペイン語で「修道女のパン」を意味する。それが変化してフィリピノ語のパンデモナイとなり、縮まってモナイとなった。このパンの起源ははっきりしないが、一説によると17世紀のスペイン植民時代から食べられている。

## 特徴
生地は中力粉もしくは強力粉に牛乳（粉乳が一般的）、イースト、卵黄を混ぜ、さらに少量の塩、砂糖、バターを加えて作る。生地を練って丸め、サイズが倍に膨らむまで数時間寝かせる。棒状に伸ばした生地を輪切りにして小さく丸め、真ん中に深い切込みを入れる。焼く前に刷毛で溶き卵を塗ることが多い。伝統的なモナイは黄色もしくは黄褐色だが、現代の市販品はより白味が強い。
ほのかに甘く、ミルクの風味がある。フィリピンのパンの中でも重くどっしりした食感で腹持ちがいい。コーヒーや牛乳、ホット・チョコレートに浸して食べたり、パンシット（麺料理）に付け合わせることもある。フィリピンの伝統的な朝食には米と副食からなるものや、シナンガグ（ガーリック炒飯）を中心にしたものがあるが、パン食ではパンデサルのほかモナイや米国風の食パンが最も一般的である。ココナツジャム、ピーナツバター、マーガリンのようなスプレッドを塗ったり、チーズ、卵、ハムなどとともに食べる。

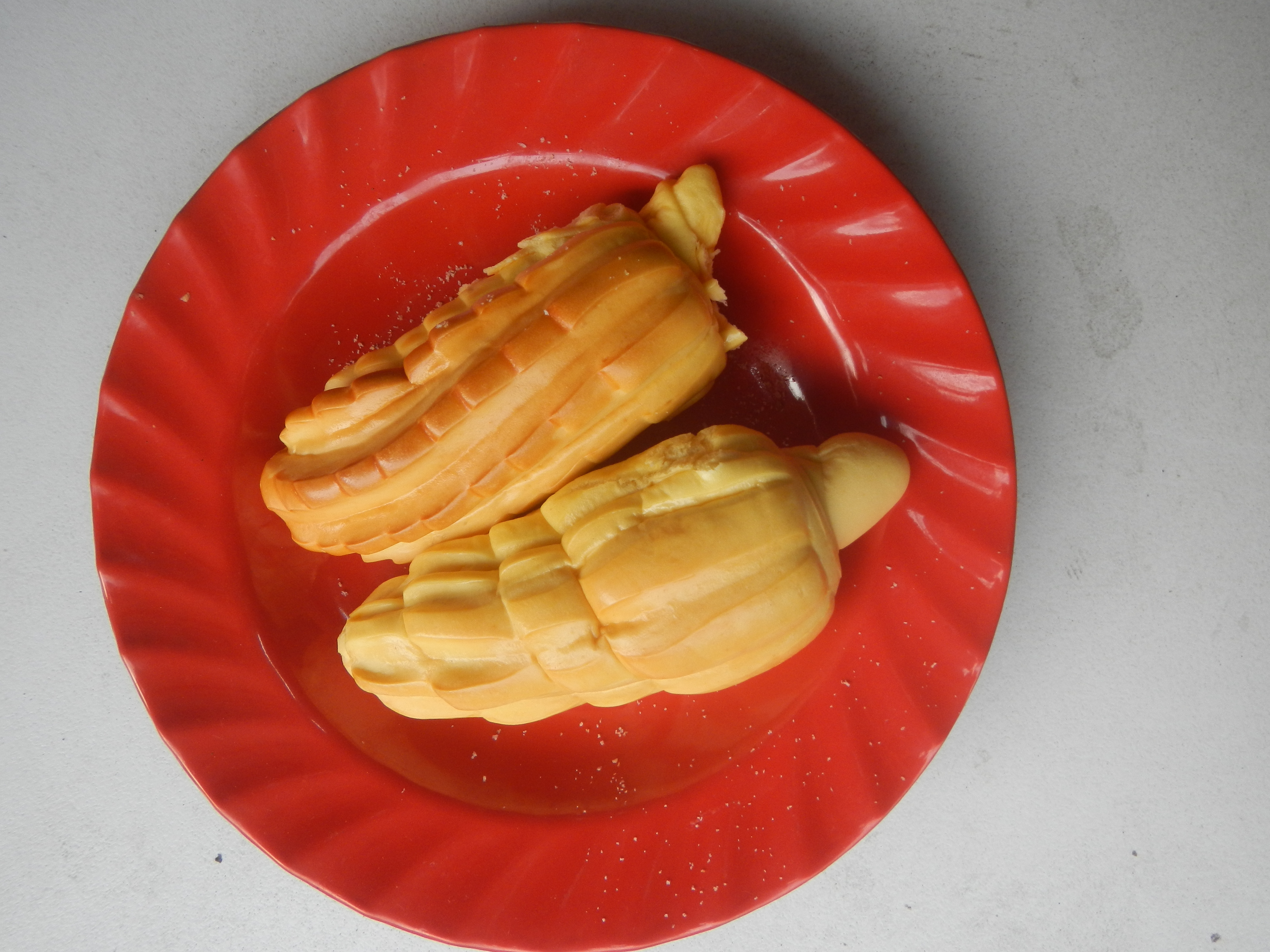
ピナゴン
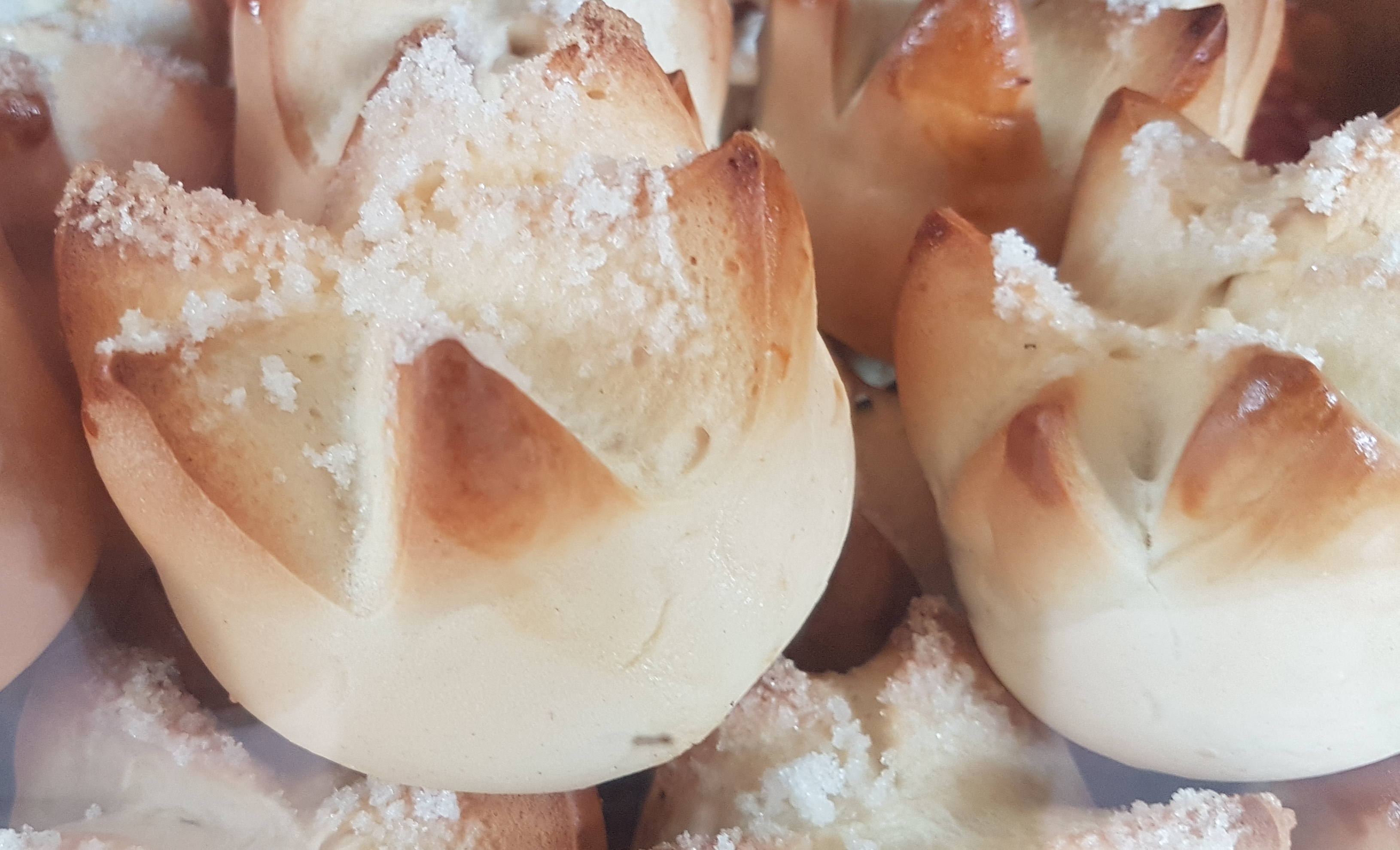
プトック
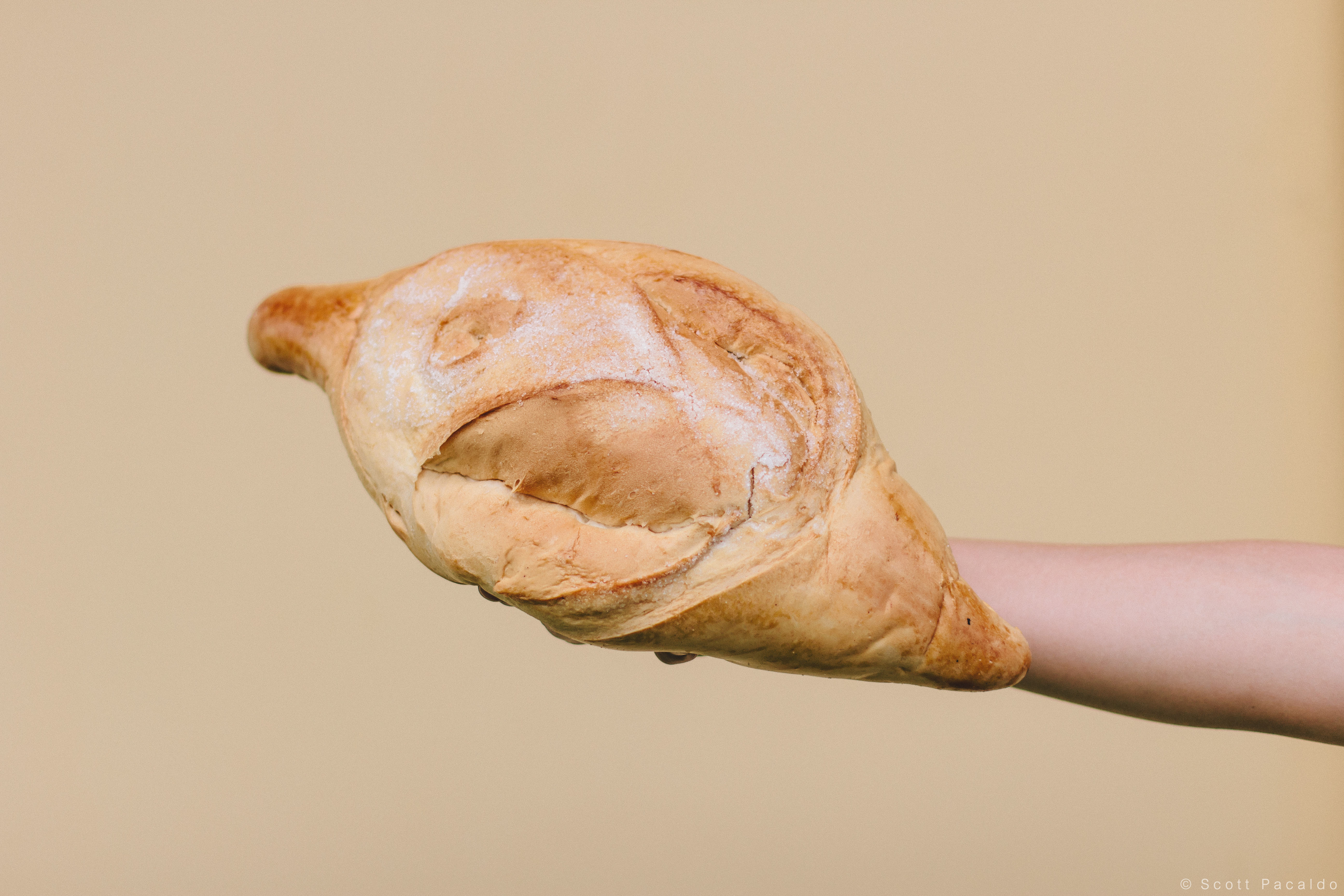
大型のピナゴン

フィリピンでもっとも基本のパンの種類の一つであり、水の量や発酵時間、焼き時間を少し変えると別のパンになるため「フィリピンのあらゆるパンの母」と呼ばれることもある。クープ（切れ込み）の入れ方を変えたバリエーションの例にはピナゴン（亀に似た形）やプトック（天辺が割れた形）がある。食感はいずれも似通っている。

## 大衆文化において
モナイの特徴的な形状は臀部や女性器に例えられることが多い。フィリピンの一部地域では「モナイ」が女性器を指すスラングとして使われる。近年にはモナイに割れ目をつけずに焼いたり、名前を変えたりする場合がある。